# Euprosthenopsis armata
Euprosthenopsis armata är en spindelart som först beskrevs av Embrik Strand 1913.  Euprosthenopsis armata ingår i släktet Euprosthenopsis och familjen vårdnätsspindlar. Inga underarter finns listade i Catalogue of Life.